# 光 (2018年电影)
《光》（英文：Guang）是一部2018年马来西亚华语剧情片。本片講述一名自閉症成人男生的故事。他在尝试寻找工作的当儿，开始收集起了玻璃容器，一个隐藏的音乐天赋在慢慢展露。
本片由郭修篆执导；庄仲维、张顺源、陈子颖主演，并获得好評。 本片于2020年11月6日在中国上映。
本片之前于2018年11月29日在马来西亚上映，2019年分别在新加坡、香港、台湾上映。

## 剧情简介
成人两兄弟，哥哥文光（庄仲维 饰）是一名自闭症患者，比较难专注集中以及社交。母亲去世后，弟弟（張順源 飾）多年來也努力照顧哥哥，也设法帮助文光去应征工作。然而，文光的分心一直导致工作面试失败，有时还闯祸、惹麻烦，弟弟生气又无奈。与此同时，文光开始偷偷收集起了各式各样的玻璃容器，一个隐藏的音乐天赋在慢慢绽露。他的故事会如何？

### 主要演員
- 庄仲维 饰演 哥哥文光；自闭症谱系障碍，是亞斯伯格症候群者，具有绝对音高。
  - 盧政楊 饰演 少時 文光
- 张顺源 饰演 弟弟；没透露姓名
  - 黃子軒 饰演 少時 弟弟
- 陈子颖 饰演 素恩
- 黎艷瓊 饰演 媽媽

## 制作
本片为马来西亚导演郭修篆的第一部长篇电影，转战电影导演前，主要执导商业广告。本片改编自导演2011年拍摄的同名短片《光》，当时获得BMW SHORTIES 2011年短片比赛的冠军。
本片改编自真人真事，導演與自己有自閉症的親生哥哥郭修锴相處的過程中所產生的創作靈感而來。导演郭修篆的哥哥自小有数学天分，现任教授。短片版和电影版的哥哥都由庄仲维饰演，而短片版的弟弟由导演演出。
本片的主题曲是《抽象图》，由导演郭修篆的妹妹郭修彧（Shio）歌手演唱。这首歌源自郭修彧写给自闭症哥哥郭修锴的歌。这首歌原定于上映时发布，但因为电影延期至2018年11月而先在2017年发布。当时拍摄没有公司投资，加上后制问题，导致原定于2017年农历春节上映的电影改期。台湾八大电视在2017年播出韩剧《师任堂》使用这首歌为台湾配音版主题曲。

## 奖项
本片在2018年中国武汉《第13届华语青年影像论坛》中，获得“年度新锐导演”和“年度新锐男主角”，其后在日本《聚焦亚洲福冈国际电影展2018》获颁“观众投票奖”。之后在2019年第30届马来西亚电影节上入围9个奖项，并获得4个奖项，饰演哥哥的庄仲维获得最具潜质男演员，导演则获得最具潜质导演，另有最佳美术指导（曾宪佑）和最佳摄影（杨德玮）。入围部分则包括最佳剪辑、最佳原创故事、最佳编剧（皆为 郭修篆）、最佳影片，饰演弟弟的张顺源也入围最佳男配角。
除此之外，这部电影的主题曲《抽象图》原唱者郭修彧也在2020年马来西亚AIM中文音乐颁奖典礼最佳新人金奖兼最佳电视电影主题曲奖项的殊荣。

## 中国版
不二兄弟

## 出品单位
马来西亚：
出品：
- MM2 Entertainment Sdn.Bhd.
- 福斯传媒亚洲（卫视电影台）
- 乐盟电影[12]
- Reservoir World Sdn. Bhd.

 中国：
进口：中国电影集团公司
译制：长影集团
推广：北京中联华盟文化传媒投资有限公司